# Pehr Olofsson Fredell
Pehr Olofsson Fredell, född 1754 i Ransbergs församling, död 15 maj 1788 i Lovö församling, var en svensk präst.

## Biografi
Pehr Olofsson Fredell föddes 1754 i Ransbergs församling. Han var son till gästgivaren Olof Persson och dess hustru i Hassle församling. Fredell blev 22 oktober 1771 student vid Uppsala universitet och prästvigdes 15 december 1775 i Skara domkyrka. Han blev pastorsadjunkt i Tådene församling och 23 november 1779 adjunkt hos predikanten vid Borgerskapets änkehus, Stockholm. Fredell avlade pastoralexamen 23 juni 1781 i Skara och blev extra ordinarie kunglig hovpredikant 30 juni 1781. Han utnämndes 13 februari 1786 till kyrkoherde i Adolf Fredriks församling, med tillträde 1 maj 1789. Den 10 mars 1786 blev han ordinarie hovpredikant och den 22 juni 1786 assessor i Hovkonsistoriet. Fredell blev 16 mars 1786 kyrkoherde i Lovö församling och slottspredikant på Drottningholm, tillträde 1 maj 1786. Han utnämndes till kyrkoherde i Tranemo församling 3 juni 1788 på grund av att han inte ansågs lämplig för tjänsten i Adolf Fredriks församling. Fredell avled 1788 i Lovö församling.

### referenser
1. 1 2 3 4  Gunnar Hellström, Stockholms stads herdaminne från reformationen intill tillkomsten av Stockholms stift : Biografisk matrikel, 1951, läs online.[källa från Wikidata]
2. ↑  Hellström, Gunnar (1951). Stockholms stads herdaminne från reformationen intill tillkomsten av Stockholms stift: biografisk matrikel. Monografier / utgivna av Stockholms kommunalförvaltning ; [11]. Stockholm: Stockholms kommunförvaltning. sid. 47-48. Libris 24465. https://runeberg.org/sthlmherd/0048.html